# Diaphania terminalis
Diaphania terminalis is een vlinder uit de familie van de grasmotten (Crambidae), uit de onderfamilie van de Spilomelinae. De wetenschappelijke naam van deze soort is voor het eerst voorgesteld als Phakellura terminalis door Peter Maassen in een publicatie uit 1890. De soort komt voor in Nicaragua en Ecuador.